# 奥乃博
奥乃 博 （おくの ひろし）は、日本の情報学者。京都大学名誉教授。東京大学工学博士。専門はロボット聴覚、音環境理解。 大阪府出身。
聖徳太子コンピュータ、フィールド音響学に従事。

## 略歴[3]
学歴
- 大阪市立阪南中学校卒業。
- 1968年 大阪府立天王寺高等学校卒業
- 1972年 東京大学教養学部 基礎科学科卒業
- 1996年 東京大学大学院工学系研究科 情報工学専攻 博士（工学）　論文表題は「多重文脈型真偽維持システムの高速化に関する研究」[4]

職歴
- 1972年 日本電信電話株式会社 武蔵野電気通信研究所，基礎研究所，ソフトウエア研究所
- 1998年 科学技術振興事業団 ERATO北野共生システムプロジェクト
- 1999年 東京理科大学理工学部情報科学科 教授
- 2001年 京都大学大学院情報学研究科 知能情報学専攻 教授
- 2014年 早稲田大学理工学術院 創造理工学研究科 総合機械工学専攻 教授（任期付）
- 2020年 早稲田大学次世代ロボット研究機構 ヒューマン・ロボット共創研究所 招聘研究員

受賞・叙勲
- 2002年船井情報科学振興賞
- 2012年 IEEEフェロー
- 2013年 人工知能学会フェロー
- 2013年 文部科学大臣表彰科学技術賞（研究部門）
- 2014年 京都大学 (名誉教授)
- 2015年 情報処理学会フェロー
- 2015年 日本ロボット学会フェロー
- 2019年 Honorary Professor Amity University

## 参照・注
1. ↑  “音楽情報処理特論”.   京都大学. 2022年3月19日閲覧。
2. ↑  「ロボット聴覚の実環境理解に向けた多面的展開」『(No Title)』。
3. ↑  Agency, Japan Science and Technology. “奥乃 博 (Hiroshi G OKUNO) - マイポータル - researchmap”. researchmap.jp. 2022年3月18日閲覧。
4. ↑  “学位論文要旨詳細”. gazo.dl.itc.u-tokyo.ac.jp. 2022年3月18日閲覧。